# Czeluśnica
Czeluśnica – wieś w Polsce położona w województwie podkarpackim, w powiecie jasielskim, w gminie Tarnowiec.
Czeluśnica jest jedną z największych wsi w gminie Tarnowiec.
| SIMC    | Nazwa    | Rodzaj    |
| ------- | -------- | --------- |
| 0360773 | Fudaleja | część wsi |

Wieś lokowana była prawdopodobnie na prawie niemieckim i od połowy XV w. należała do opactwa benedyktynów tynieckich w powiecie bieckim województwa krakowskiego. Mówi o tym dokument z 1456 r. w którym Kazimierz Jagiellończyk potwierdził oddanie wioski opactwu tynieckiemu i wszystkie nadane wcześniej przywileje. Wieś została przejęta przez skarb państwa austriackiego w roku 1798. Później stała się własnością Aleksandra Gorajskiego herbu Korczak, właściciela Moderówki, Gąsówki, Warzyc i Bierówki, a następnie jego syna Władysława i wnuka Kazimierza. Ostatecznie w roku 1895 majątek został rozparcelowany.
W latach 1975–1998 miejscowość administracyjnie należała do województwa krośnieńskiego.

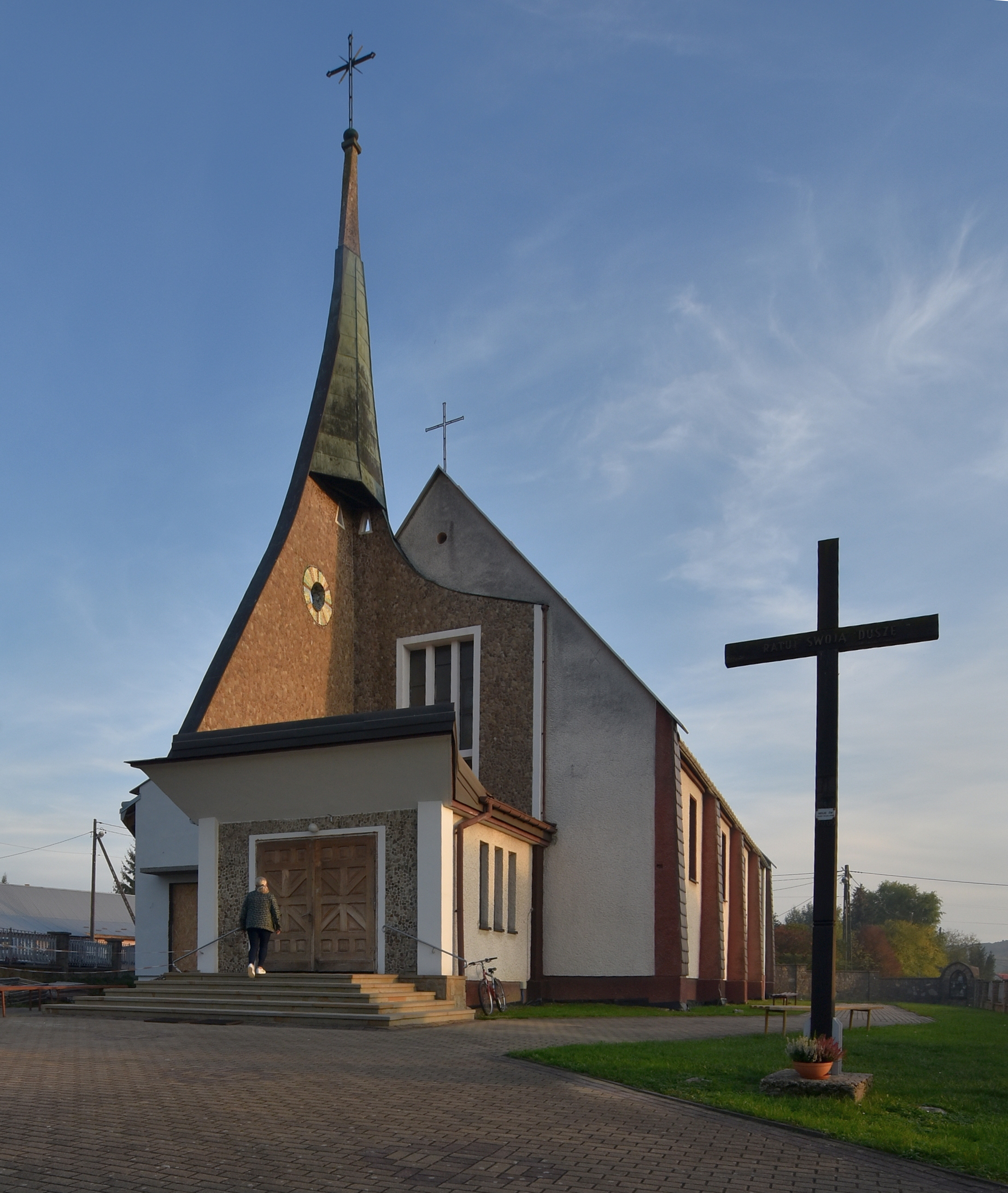
Kościół parafialny
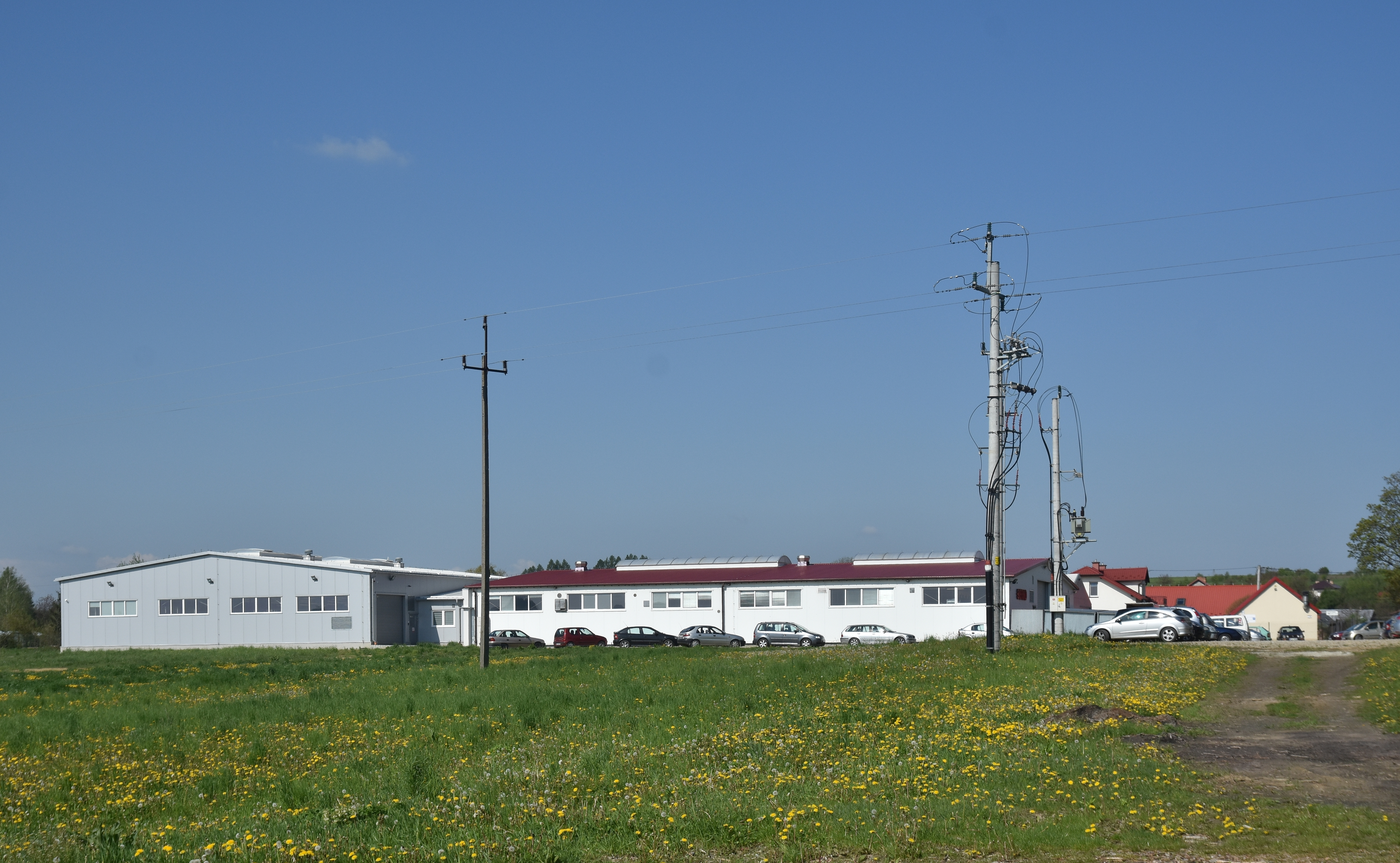
Oddział ERKO w Czeluśnicy

Od roku 1972 miejscowość jest siedzibą parafii św. Maksymiliana Kolbe, należącej do dekanatu Jasło Wschód, diecezji rzeszowskiej. Kościół parafialny został poświęcony w roku 1973.
Miejsce urodzenia Hiacynty Lula.
W Czeluśnicy znajduje się klub piłkarski LKS Czeluśnica.
W 1906 w Czeluśnicy  założono jednostkę Ochotniczej Straży Pożarnej. 21 maja 2016 jednostce nadano sztandar i odsłonięto pamiątkową tablicę upamiętniającą 110 lecie istnienia.